# 穆索內河
43°28′N 13°38′E / 43.467°N 13.633°E
穆索內河是意大利的河流，位於馬爾凱，河道全長公里，發源自波焦聖維奇諾以南，最終在波爾托雷卡納蒂以北注入亞得里亞海。